# بيشوجو

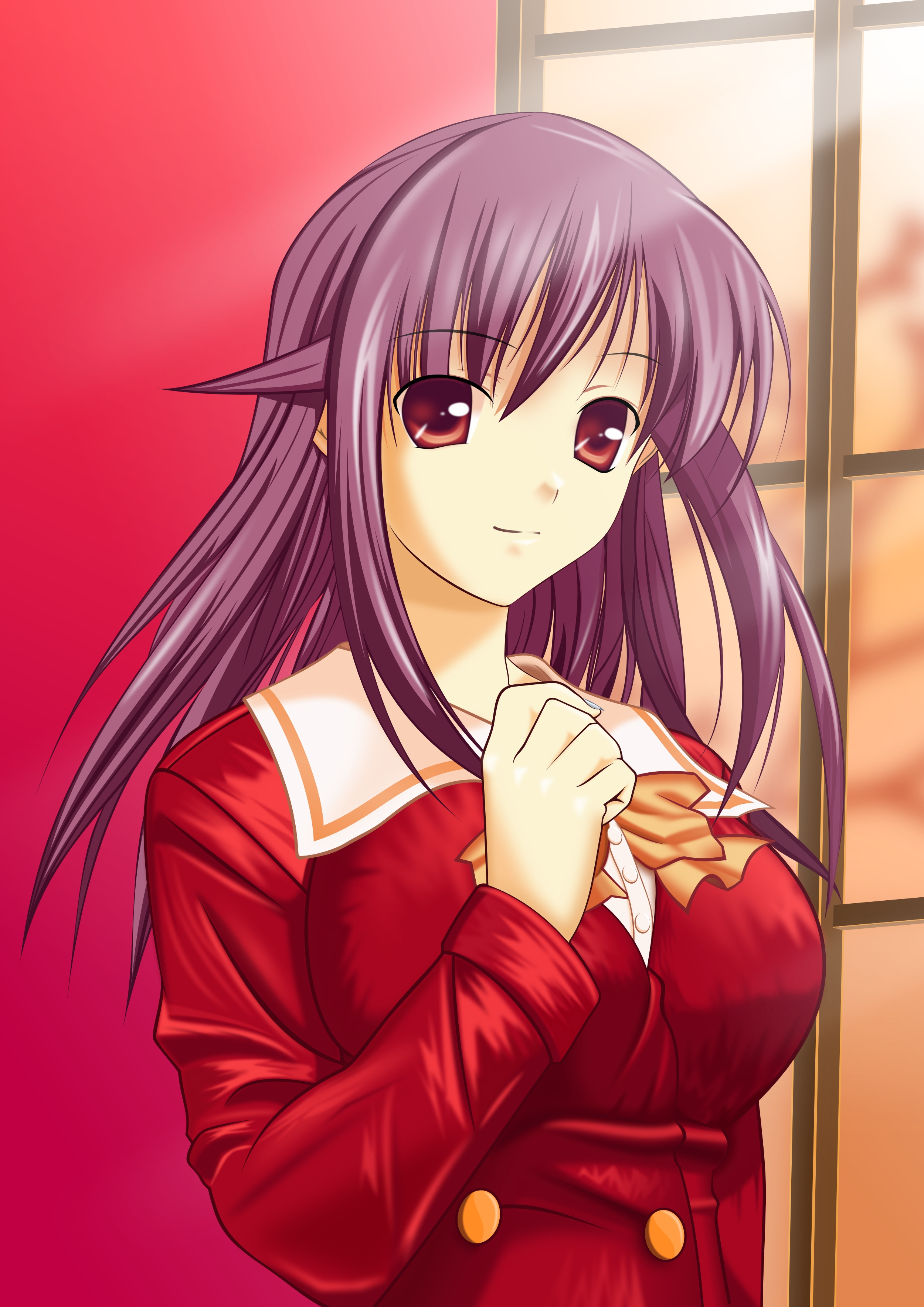
أسلوب-الموي يوضح شخصية البيشوجو بالجمع ما بين عناصر التصميم من ماهورو أندو من ماهوروماتك وهاروهي سوزوميا من كآبة هاروهي سوزوميا

بيشوجو (باليابانية : 美少女 ، و تترحم حرفياً إلي  "فتاة جميلة ", و تلفظ أيضاً  باليابانية إلي بيشوُّجو) هو ياباني يعني الفتاة الشابة الجميلة بشكل عام وعادةً ما تكون أقل من الشباب في سن البلوغ والمقابل لها هو مصطلح بي شونين. لم يتم سرد كلمة بیشوجو في أبرز القواميس اليابانية (كوجيئين). البديل كلمة، بيوُجو (باليابانية: 美幼女)  التي تشير إلى الفتاة الجميلة قبل سن المراهقة أو حرفياً البنت الجميلة.

## في المانجا والأنمي
تظهر شخصيات البیشوجو تقريباً في جميع أنواع الأنمي والمانجا، وخاصة في محاكاة المواعدة والروايات المرئية (المعروف أيضا باسم ألعاب البیشوجو) والأنمي والمانجا من نوع الحريم. في بعض الأحيان يتم الخلط لفظياً مع شوجو والبيشوجو حيث تترجم الشوجو والبيشوجو إلي نفس الكلمة فتاة وللتوضيح أكثر البيشوجو تشير إلى جنس وصفات الشخصيات في حين أن «شوجو» يشير إلى الجمهور المُستهدف من العمل. على الرغم من أن البيشوجو ليس نوع ولكنه عبارة عن تصميم الشخصية، والسلاسل التي في الغالب تحتوي على مثل هذه الشخصيات تحتويكون ذات أنواع، مثل الحريم أو الروايات المرئية، في بعض الأحيان تسمى البيشوجو بشكل غير رسمي كسلسلة. واحد من أهم توجهات هذه السلسلة عادةً هو فن جاذبية الشخصيات النسائية، أحياناً ينظر بشكل سلبي إلى هذا المصطلح، وهو النوع الذي يعتمد فقط على تسويق شخصيات لطيفة بدلاً من المحتوى أو الحبكة وقد حجبت بعض وسائل الإعلام اليابانية استخدام هذا المصطلح للحد من التمييز ضد الفتيات بسبب مظهرهن.
و بالنسبة إلي ألعاب البيشوجو أو المانغات أو الأنميات التي تركز علي هذه النوعية من الأنمي تهدف الفتاة أحيانًا للحصول على المزيد من اللاعبين أو لمجرد جعل اللعبة تبدو جيدة. فتميل شخصيات البيشوجو إلى جذب الذكور. أحيانًا تكون شخصيات البيشوجو هي الشخصيات النسائية الأكثر شعبية لأن معظم الأوتاكو الذين يحبون الرسوم المتحركة والمانجا والمواعدة في الالعاب والروايات المرئية أكثر عندما يبرز الفن ويظهر بشكل جميل وبه فتيات جميلات.
و احياناً يتم الخلط بين مصطلح الموي والذي يشير للفتيات اللطيفات أو الشخصيات الأنثوية اللطيفة ومصطلح كاواي الذي يعني الظريف

## الفرق بين مصطلح بيشونين وبيشوجو
بيشوجو (فتاة جميلة) بالعادة تعتبر بشكل خاطئ انها موازية بالمعنى للبيشونين بسبب الهيئة المتشابهة بين المصطلحين، هنالك اختلاف كبير جدا بين فلسفتي الجمال هاتين. فلسفة الجمال بيشوجو هي موجهه لجمهور الذكور وبالعادة تتمركز حول الفتيات اليافعات، مرسومين بأسلوب ظريف وجميل؛ والبيشونين توجه للإناث، تتمركز حول الفتيان المراهقين، مرسومين بطريقة انيقة. اعتبار شخصيات الإناث في بيشونين مانغا أو انمي على انهم بيشوجو هو أحد الأخطاء الشائعة. بالحقيقة شخصيات الإناث في بيشونين مانغا مختلفين جدا عن اللذين في بيشوجو؛ فيكونون أكثر نعومة ومرسومين بطريقة أكثر ظريفة من جميلة. بينما الإناث في بيشونين يمثلون الأطراف الطويلة والانيقة للبيشونين.

## مصطلح البيشوجو في الأدب العالمي والياباني
نظر اليابانيون إلي شخصية مثل فلة أو بياض الثلج أو كما تعرف بالإنجليزية بأسم سنو وايت علي إنها شخصية بيشوجو حيث كانت أجمل فتاة في العالم وتفوقت علي زوجة والدها في الجمال مما سبب في حنق الأخيرة عليها
ظهر مصطلح البيشوجو أيضاً في الأدب الياباني الكلاسيكي وذلك في قصة غنجي الذي كتبت إبان فترة حكم سلالة هييآن وخاصتاً في المجلد واكاساكي بحيث يذكر أن غنجي قد وقع في حب فتاة تدعي واكاساكي علي أي حال هذه الفتاة تمتاز بمظهر البيشوجو فتعد هذه أول مرة في التاريخ الياباني التي يظهر فيها هذا الشكل
علي مر السنين نين، تأثرت ثقافة وشخصيات البيشوجو بشدة بفيلم الرسوم المتحركة Majokko Megu-chan الذي أُصدر عام 1974 وكذلك شخصيات البيشوجو كما أظهرت عناصر لوليكون، وحتى بعض المواد الـهنتاي. وظهرت هذه الثقافة بشدة في سلاسل مثل سيلور مون، وسامي الجميلة، و (ليس كثيرًا) في سلسلة زفاف الخوخ. كما أنها ألهمت وأثرت وشكلت أشياء كثيرة في مسلسلات الأنمي والمانجا التي نراها اليوم.

## المسابقات
تم بدأ مسابقة ملكة جمال التليفزيون، مسابقة بيشوجو اليابان، منذ عام 1985. وأصبحت المغنية آيا أويتو مشهورة لأول مرة من خلال هذه المسابقة، في سن الثانية عشرة. كما فازت العارضة والممثلة ريوكو يونكورا بمنافسة البيشوجو لعام 1992.بما في ذلك العديد من الفتيات والنساء المختلفات. تنافس الكثير من المشاهير اليابانيات الأخريات، مثل الفائز الأول على الإطلاق، الممثل الصوتي للأنمي ميكي فوجيتاني، وارتقوا إلى الشهرة وحصلوا على مسيرة مهنية ناجحة.